# Polyptychus denticulatus
Polyptychus denticulatus är en fjärilsart som beskrevs av Hearsey. 1864. Polyptychus denticulatus ingår i släktet Polyptychus och familjen svärmare. Inga underarter finns listade i Catalogue of Life.